# Juan Miguel Lope Blanch
Juan Miguel Lope Blanch (Madrid, 17 luglio 1927 – Città del Messico, 8 maggio 2002) è stato un linguista e filologo spagnolo naturalizzato messicano.
Condusse ricerche in ambito di dialettologia e sociolinguistica e studi del lessico messicano, tra cui espressioni indigene e colloquiali, giochi di parole e detti popolari tanto dello spagnolo messicano contemporaneo, come dei secoli passati attraverso studi filologici di testi e autori antichi.

## Studi e insegnamento
Conseguì i suoi studi universitari in Filologia Romanza presso la Universidad Central de Madrid e un diploma in Linguistica Spagnola presso la Universidad Internacional Menéndez y Pelayo a Santander. Fu un allievo di Dámaso Alonso e Rafael Lapesa. Si trasferì in Messico all'inizio del 1950 grazie a una borsa di studio dell'Instituto de Cultura Hispanica de España con l'obiettivo di scrivere "Nueva Revista de Filología Hispánica". Il Consejo Superior de Investigaciones Científicas (Consiglio Superiore di Ricerca Scientifica), sostituendo il Centro de Estudios Histrricos de Madrid (Centro di Studi Storici di Madrid), voleva riprendere la pubblicazione della Revista de Filología Española, di cui aveva sospeso le pubblicazioni durante la guerra civile spagnola.
Tra il 1954 e il 1961 scrisse diverse recensioni e articoli per la "Nueva Revista de Filología Hispánica", ed allo stesso tempo insegnò Grammatica Spagnola e Spagnolo Avanzato alla Facoltà di Filosofia e Lettere dell'Universidad Nacional Autónoma de Mexico (UNAM). Anni più tardi egli continuò i suoi studi presso la stessa Università e ottenne un dottorato in Letteratura Spagnola nel 1962.
Per più di cinque decenni insegnò presso UNAM.  Tra i suoi discepoli vediamo Jose G. Moreno de Alba (direttore dell'Accademia Messicana della Lingua), Elizabeth Moon Traill, Antonio Millán, Claudia Parodi, Antonio Alcalá e Cecilia Rojas Nieto. Occupò una cattedra presso El Colegio de Mexico, all'Universidad Iberoamericana, oltre ad essere un professore ospite presso la Universidad de Arizona, la Universidad de Stanford,  la Universidad de Tucumán, la Universidad de Malaga, ecc.

## Lavoro accademico
Partecipò alla fondazione del "Anuario de Letras" (Annuario di Lettere) della UNAM nel 1961 e fu il creatore della laurea specialistica e del dottorato in Linguistica Spagnola presso la Facoltà di Filosofia e Lettere all'UNAM. Nel 1967, fu il fondatore del Centro di Linguistica Spagnola, che portò avanti per ventisette anni. Il Centro, successivamente, si unì all'Istituto di Ricerca Filologica dell'UNAM. Fu il creatore del "Seminario di Dialettologia" e collaborò all' "Atlante Linguistico del Messico", opera di sei volumi pubblicati dall'Università del Messico. Condusse ricerche per il "Proyecto de estudio coordinado de la norma lingüística culta de las principales ciudades de Iberoamérica y de la Península Ibérica", dell'associazione di Linguistica e Filologia dell'America Latina (ALFAL), di cui fu presidente dal 1987 al 2002.
Fu il Vice-Presidente della Fedération Internationale des Langues et Littératures Modernes UNESCO dal 1975 al 1981. Fu membro corrispondente dell'Accademia Argentina di Lettere, dell'Accademia Cilena di Lingua, dell'Accademia Nordamericana di Lingua Spagnola, presidente della Commissione di Linguistica Iberoamericana dal 1964 al 1966 e vicepresidente onorario del Conseiller de la Société de Linguistique Romane dal 1980 al 2002, oltre ad altri titoli.
Durante tutta la sua vita, diede conferenze presso l'Università Nazionale di Cordoba in Argentina; presso le Università di Graz, Innsbruck, Klagenfurt, Vienna e Salisburgo in Austria; presso le Università di Arizona, California, Nebraska, Nuovo Messico, New Orleans, Texas e Washington negli Stati Uniti; all'Université de Bordeaux in Francia; presso l’Universidad Complutense, l’Universidad Autónoma de Madrid e la Universidad de La Laguna in Spagna; all'Università di Firenze in Italia; in quella di Mayagüez, di Río Piedras a Porto Rico, del Lussemburgo, di Stoccolma e Uppsala in Svezia tra gli altri.

## Premi
- Orden de Andrés Bello nel novembre 1980, dal governo del Venezuela.
- Investigador Emérito dal 1984 del Sistema Nacional de Investigadores del Consejo Nacional de Ciencia y Tecnología de México.
- Profesor Emérito dall'Universidad Nacional Autónoma de México dal 1984.
- Premio Universidad Nacional (UNAM) in ambito umanistico dell'Universidad Nacional Autónoma de México nel 1987.
- Comendador de la Orden de Isabel la Católica dal 1990, dal Re di Spagna.
- Premio Nacional de Ciencias y Artes (Messico) in ambito della Linguistica e Letteratura nel 1995, dal governo federale del Messico.
- Gran cruz de la Orden de Alfonso X el Sabio nel 1999 dal governo spagnolo.[4]

## Opere
Il suo lavoro include oltre quattrocento scritti e circa quaranta libri, quasi tutti come autore e gli altri come editore, coordinatore e addetto al prologo. Tra le tante, vediamo:
- Observaciones sobre la sintaxis del español hablado en México
- En torno a las vocales caedizas en el español de México (1963)
- Vocabulario mexicano relativo a la muerte (1963)
- El español en América (1968)
- El léxico indígena en el español de México (1969)
- El léxico de la zona maya en el marco de la dialectología mexicana (1971)
- Dialectología mexicana y sociolingüística (1974)
- El concepto de oración en la lingüística española (1979)
- Análisis gramatical del discurso (1983)
- El habla de Diego de Ordaz (1985)
- Estudios sobre el español de Yucatán (1987)
- El español hablado en el suroeste de los Estados Unidos (1989)
- El habla popular de la República mexicana. Materiales para su estudio (1995)
- El español de América y el español de México (2000) Materiales para su estudio (1995)

I progetti più importanti a cui ha partecipato sono stati:
- Atlás lingüístico de México 6 tomi, nel ruolo di direttore e coordinatore.
- Proyecto de estudio coordinado de la norma lingüística culta de las principales ciudades de Iberoamérica y de la Península Ibérica. Nel settembre 2003, la Asociación de Lingüística y Filología de América Latina (ALFAL) prese la decisione di cambiare il nome di questo progetto in "Proyecto de la norma culta hispánica Juan M. Lope Blanch en su honor.[5]

«Defensor de un hispanismo abierto, Lope Blanch amó sus tradiciones, pero no se hizo tradicionalista; contrario a la ideología peninsularista del español, destacó siempre el papel del español americano en la historia de la lengua y la necesidad de considerar con absoluta objetividad y respeto sus características. Lope Blanch se hizo mexicano; adoptó a este México, "tierna fortaleza, cruel compasión, amistad mortal, vida instantánea" — en palabras de Carlos Fuentes — y le dejó una herencia de conocimiento y enseñanza que habrá de perdurar»|Luis Fernando Lara, El Colegio de México.